# Laguna Tortuguero

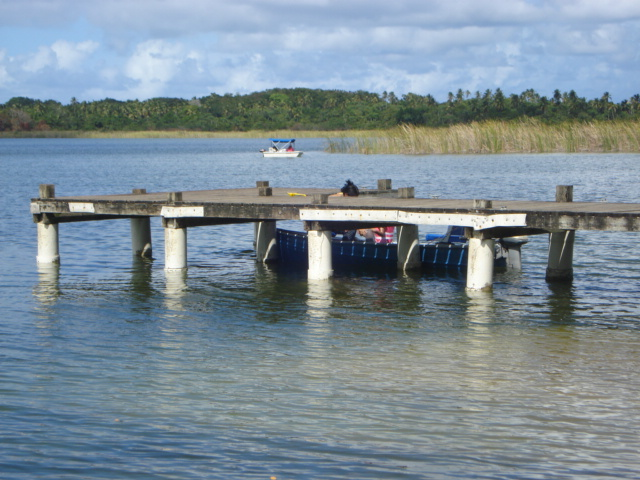
Laguna Tortuguero

La Laguna Tortuguero se encuentra ubicada en Vega Baja y Manatí. Este es uno de los lagos más grandes y conocidos de Puerto Rico. La laguna se alimenta del agua de las lluvias y las vertientes de agua pura que decantan en ella, para desembocar al final de su trayecto por la laguna en el mar Caribe. Uno de los proveedores de agua de la laguna es el acuífero Aymamón.
Bajo el fondo calcáreo hay varias otras capas que componen la laguna, hasta llegar a la última que es la que permite que el agua salga a la superficie y otra parte de esta agua fluya al mar a través del subsuelo. En Tortuguero hay pantanos, ciénagas, suelos de arena silícea y mogotes.
En los alrededores hay muchos tipos de flores y especies endémicas raras que le han conferido el título de ser la mayor reserva natural después de El Yunque, Toro Negro y el Bosque estatal de Maricao. En ella viven muchos animales tales como: caimanes, gallina de palo y camarones.